# Ministério da Administração do Território
| Ministério da Administração do Território                           |                            |
| Edifício do MAT, Largo dos Ministérios, Talatona, LU www.mat.gov.ao |                            |
| Criação                                                             | 1979 (46 anos)             |
| Atual ministro                                                      | Dionísio Manuel da Fonseca |

O Ministério da Administração do Território (MAT) é um órgão do Governo da República de Angola que, em sua estrutura administrativa, cuida da formulação, coordenação, execução e avaliação da política de administração local do Estado, da administração autárquica, da organização territorial e das autoridades tradicionais, bem como assegurar as condições técnicas para a realização das eleições gerais e locais. Sua autoridade superior é o Ministro da Administração do Território.

## Histórico
O ministério foi formalmente criado em 1979 sob o nome "Ministério da Coordenação das Províncias e Municípios". Foi reformulado em 1991 como Ministério da Administração do Território. Por um curto período chegou a ser chamado de Ministério da Administração do Território e Reforma do Estado. 
Desde 2022 o Ministro da Administração do Território é Dionísio Manuel da Fonseca.

### Lista de ministros
| Ministro                                      | Início | Fim      |
| --------------------------------------------- | ------ | -------- |
| Pedro Van-Dúnem Loy                           | 1979   | 1981     |
| Evaristo Domingos Kimba                       | 1981   | 1986     |
| Aurélio Segunda                               | 1986   | 1992     |
| Lopo do Nascimento                            | 1992   | 1992     |
| Paulo Kassoma                                 | 1992   | 1994     |
| João Baptista Kussumua                        | 1994   | 1994     |
| José Aníbal Lopes Rocha                       | 1994   | 1997     |
| Fernando Faustino Muteka                      | 1997   | 2004     |
| Virgílio Ferreira de Fontes Pereira           | 2004   | 2008     |
| Edeltrudes Maurício Fernandes Gaspar da Costa | 2008   | 2010     |
| Bornito de Sousa                              | 2010   | 2017     |
| Adão Francisco Correia de Almeida             | 2017   | 2022     |
| Dionísio Manuel da Fonseca                    | 2022   | presente |